# شیکینه-جیما
شیکینه-جیما (به ژاپنی: 式根島 Shikine-jima)، یک جزیره آتشفشانی ژاپنی در دریای فیلیپین است. این جزیره توسط توکیو اداره می‌شود و تقریباً در ۱۶۰ کیلومتری (۹۹ مایل) جنوب توکیو و ۳۶ کیلومتری (۲۲ مایل) جنوب شیمودا، شیزوئوکا در استان شیزوئوکا قرار دارد.